# نبرد پکن–تیانجین
نبرد پکن-تیانجین (انگلیسی: Battle of Beiping–Tianjin) یا حادثه هوکوشی (به ژاپنی: (北支事変, Hokushi jihen) یکی از نبردهای مربوط به جنگ دوم چین و ژاپن در مجاورت بیپینگ (اکنون پکن) و تیانجین بود. این نبرد منجر به پیروزی ژاپن شد.